# Collegio uninominale Lombardia 4 - 04 (2017)
Il collegio elettorale uninominale Lombardia 4 - 04 è stato un collegio elettorale uninominale della Repubblica Italiana per l'elezione della Camera tra il 2017 ed il 2022.

## Territorio
Come previsto dalla legge elettorale italiana del 2017, il collegio era stato definito tramite decreto legislativo all'interno della circoscrizione Lombardia 4.
Era formato dal territorio dei comuni: Acquanegra Cremonese, Agnadello, Annicco, Azzanello, Bagnolo Cremasco, Bordolano, Camisano, Campagnola Cremasca, Capergnanica, Cappella Cantone, Capralba, Casalbuttano ed Uniti, Casale Cremasco Vidolasco, Casaletto Ceredano, Casaletto di Sopra, Casaletto Vaprio, Casalmorano, Castel Gabbiano, Castelleone, Castelverde, Castelvisconti, Chieve, Credera Rubbiano, Crema, Cremona, Cremosano, Crotta d'Adda, Cumignano sul Naviglio, Dovera, Fiesco, Formigara, Genivolta, Gombito, Grumello Cremonese ed Uniti, Izano, Madignano, Monte Cremasco, Montodine, Moscazzano, Offanengo, Paderno Ponchielli, Palazzo Pignano, Pandino, Pianengo, Pieranica, Pizzighettone, Quintano, Ricengo, Ripalta Arpina, Ripalta Cremasca, Ripalta Guerina, Rivolta d'Adda, Romanengo, Salvirola, San Bassano, Sergnano, Sesto ed Uniti, Soncino, Soresina, Spinadesco, Spino d'Adda, Ticengo, Torlino Vimercati, Trescore Cremasco, Trigolo, Vaiano Cremasco, Vailate.
Il collegio era quindi interamente compreso nella provincia di Cremona.
Il collegio era parte del collegio plurinominale Lombardia 4 - 02.

## Eletti
| Elezione | Elezione | Deputato         | Partito |
| -------- | -------- | ---------------- | ------- |
|          | 2018     | Silvana Comaroli | Lega    |

## Dati elettorali

### XVIII legislatura
Come previsto dalla legge elettorale, 232 deputati erano eletti con sistema a maggioranza relativa in altrettanti collegi uninominali a turno unico.
| Candidati              | Candidati                  | Voti    | %     | Liste                           | Voti    | %     |
| ---------------------- | -------------------------- | ------- | ----- | ------------------------------- | ------- | ----- |
|                        | Silvana Comaroli ✔️ Eletto | 79 658  | 50,01 | Lega                            | 49 567  | 31,12 |
| Forza Italia           | Silvana Comaroli ✔️ Eletto | 79 658  | 50,01 | 22 349                          | 14,03   |       |
| Fratelli d'Italia      | Silvana Comaroli ✔️ Eletto | 79 658  | 50,01 | 6 451                           | 4,05    |       |
| Noi con l'Italia - UDC | Silvana Comaroli ✔️ Eletto | 79 658  | 50,01 | 1 292                           | 0,81    |       |
|                        | Alessia Manfredini         | 37 352  | 23,45 | Partito Democratico             | 32 411  | 20,35 |
| +Europa                | Alessia Manfredini         | 37 352  | 23,45 | 3 752                           | 2,36    |       |
| Italia Europa Insieme  | Alessia Manfredini         | 37 352  | 23,45 | 658                             | 0,41    |       |
| Civica Popolare        | Alessia Manfredini         | 37 352  | 23,45 | 531                             | 0,33    |       |
|                        | Christian Di Feo           | 32 508  | 20,41 | Movimento 5 Stelle              | 32 508  | 20,41 |
|                        | Annamaria Abbate           | 4 246   | 2,67  | Liberi e Uguali                 | 4 246   | 2,67  |
|                        | Gianluca Galli             | 2 285   | 1,43  | CasaPound                       | 2 285   | 1,43  |
|                        | Rocco Albano               | 1 244   | 0,78  | Potere al Popolo!               | 1 244   | 0,78  |
|                        | Luca Grossi                | 1 161   | 0,73  | Il Popolo della Famiglia        | 1 161   | 0,73  |
|                        | Francesco Favalli          | 628     | 0,39  | Per una Sinistra Rivoluzionaria | 628     | 0,39  |
|                        | Barbara Bruni              | 201     | 0,13  | PRI - ALA                       | 201     | 0,13  |
| Totale                 | Totale                     | 159 283 | 100   |                                 | 159 283 | 100   |
|                        |                            |         |       |                                 |         |       |
| Voti non validi        | Voti non validi            | 4 907   | 2,99  |                                 |         |       |
| Votanti                | Votanti                    | 164 190 | 77,82 |                                 |         |       |
| Elettori               | Elettori                   | 210 990 |       |                                 |         |       |